# کاتولا (جورجیا)
کاتولا (به انگلیسی: Cataula) یک منطقهٔ مسکونی در ایالات متحده آمریکا است که در جورجیا واقع شده‌است. کاتولا ۲۱۱ متر بالاتر از سطح دریا واقع شده‌است.